# Ohavná pila
Ohavná pila je dětská novela a čtvrtá kniha v sérii Řada nešťastných příhod od Daniela Handlera, jenž ji vydal pod pseudonymem Lemony Snicket.

## Děj
Bankovní úředník, pan Poe, veze Violet (14), Klause (12) a Sunny (1,5?) Baudelairovy k jejich v pořadí již čtvrtému opatrovníkovi do Mizerova. Jejich nový opatrovník je majitelem zdejší pily, kde musí sourozenci od rána do večera dřít. Na mizerovské pile si najdou jen velmi málo přátel a většinou se k nim všichni chovají hrubě. Nejhorší ze všech je mistr Flacutono, který řídí práci na pile. Nosí přes obličej chirurgickou roušku a své podřízené každé ráno budí třískáním plechových nádob o sebe. Nejvíc však sirotky šokuje budova, která stojí vedle pily a má tvar oka. Stejného oka, které je kvůli nechutnému zlosynu hraběti Olafovi pronásleduje v jejich nejhorších nočních můrách.
Jednoho dne, kdy Baudelairovi opět dřou na pile, podrazí mistr Flacutono Klausovi nohy a jemu se následkem pádu rozbijí brýle. Klaus tedy musí jít na oční, aby mu předepsali nové brýle, jenže s údivem zjistí, že ordinace oční doktorky Orwellové je onen dům ve tvaru oka. Prostřední ze sourozenců Baudelairových nemá na vybranou, a tak se rozhodne, bez svých sester (protože ty musejí dál tvrdě dřít), do toho strašného domu vstoupit. Violet a Sunny na něho dlouho čekají a už mají pořádný strach, protože se jejich bratr dlouho nevrací. Až pozdě v noci Klause jeho sestry opět uvidí. Jenže chlapec se chová velice podivně – má sice nové brýle, ale na všechno, co mu jeho sestry řeknou, odpovídá: „Ano pane!“
Když druhý den Baudelairovi opět musí dřít na pile, mistr Flacutono přikáže Klausovi, aby ovládal jeden ze složitých strojů. Klaus odpoví „Ano pane!“ a k velkému údivu Violet a Sunny dokáže bez problémů stroj ovládat. Flacutono na chlapce něco křičí a než se všichni dělníci na pile nadají, ze stroje ovládaného Klausem spadne velká železná koule, protože Klaus se vzpamatuje a přestane přístroj ovládat. Jenže těžké závaží zlomí jednomu z dělníků nohu a Baudelairovi mají průšvih, takže si je k sobě zavolá jejich opatrovník, kterého moc často nevídají. Ten jim oznámí, že jestli provedou na pile ještě jeden průšvih, už nebude chtít být jejich opatrovníkem. Sunny a Violet pochopí, že jejich bratr byl u oční doktorky zhypnotizovaný.
Další den na pile mistr Flacutono znovu podkopne Klausovi nohy, takže se mu zase rozbijí brýle. Klaus se tedy opět musí vydat k doktorce Orwellové, tentokrát však jeho sestry trvají na tom, že ho doprovodí. Doktorka Orwellová se tváří docela mile, ale do její ordinace se musí Klaus vydat sám, bez svých sester. Ty mají počkat s asistentkou doktorky Orwellové – Shirley. Když však Baudelairovi Shirley uvidí, utrpí šok. Shirley totiž ve skutečnosti není žádná asistentka, ale maskovaný hrabě Olaf. Sourozenci však jeho převleky vždycky hned prokouknou. Když Klaus vyjde z ordinace, má nové brýle, ale jeho sestrám je hned jasné, že je opět zhypnotizovaný. Violet se rozhodne o hypnóze něco nastudovat v místní knihovně a zjistí, že zhypnotizovaný slyší na nějaké předem určené slovo. Když někdo toto slovo vysloví, oběť hypnózy uposlechne všechny jeho rozkazy. Zároveň však existuje ještě jiné slovo, které zhypnotizovaného odhypnotizuje.
Večer jdou dívky spát, Klaus s nimi není, protože zmizel s mistrem Flacutonem. Najednou zaslechnou z místnosti, kde jsou přístroje na zpracování dřeva a kde dělníci pracují, podivný hluk. Violet a Sunny se tam tedy jdou podívat a zjistí něco hrozného – v místnosti se nachází Shirley, doktorka Orwellová, mistr Flacutono a jejich bratr. Jeden z jejich několika málo přátel na pile je přivázaný ke kládě a kláda i s ním se blíží ke stroji, který má rozřezat kládu i muže na dvě půlky. Klaus, protože je zhypnotizovaný, plní všechny Flacutonovy rozkazy, jako třeba: „Ty mizerovský skřete, přivaž ho pořádně na tu kládu!“ Klaus odpovídá „Ano pane!“ a tak to jde pořád dokola. Violet se na to nemůže dívat, ale brzy zjistí, že slovo na které Klaus slyší, je „mizerovský“. Proto uděluje svému bratrovi rozkazy: „Mizerovský, zastav ten stroj!“ Chlapec střídavě plní rozkazy mistra Flacutona a své sestry, ale pak Flacutono řekne: „Mizerovský, neposlouchej tu holku!“ a Violet má po legraci. Ze všech sil se snaží přijít na slovo, kterým by Klause odhypnotizovala dřív, než bude jejich přítel na dvě půlky. Nakonec na to slovo přijde (je to slovo excesivní) a Klause skutečně odhypnotizuje, ale Shirley alias hrabě Olaf a mistr Flacutono ji začnou tahat za ruce. Doktorka Orwellová bojuje svou dýkou se Sunnyinými zuby a jediný, kdo může něco podniknout, aby zachránil život svého přítele, je úplně zmatený Klaus. Nakonec však na poslední chvíli vymyslí vynález ze žvýkaček a svého přítele zachrání, ale stroj rozřeže doktorku Orwellovou.
Když se o tomto neštěstí dozví opatrovník Baudelairových, řekne sirotkům, že už se o ně nechce starat, ale existuje jedna moc milá asistentka jménem Shirley, která se o ně chce postarat. Baudelairovi se ho snaží přesvědčit, že Shirley je hrabě Olaf, kterému jde jen o získání jejich dědictví. Když jejich opatrovník tedy uvidí tetování na kotníku Shirley, konečně sourozencům uvěří, ale hrabě Olaf i se svým komplicem, holohlavým mužem s dlouhým nosem, který byl převlečený za mistra Flacutona, uteče.